# Красное (Гурьевский район)
Кра́сное — посёлок в Гурьевском городском округе Калининградской области. Входит в состав Низовского сельского поселения.

## География
Посёлок Красное расположен на западе Калининградской области, в 7 км по прямой к востоку от областного центра, города Калининграда, в 7 км по прямой к юго-востоку от районного центра, города Гурьевска.

## История
Населённый пункт относится к исторической области древней Пруссии именем Самбия. Входил в состав онемеченной Восточной Пруссии.
Первое упоминание о населенном пункте Вулльфсдорф датируется 1540 годом. В 1542 году его название трансформировалось в Вольфсдорф, в 1565 году — в Вулльффесдорп. До 1946 года населенный пункт назывался Вольфсдорф.
После Второй мировой войны вошёл в состав СССР.
В 1946 году Вольфсдорф был переименован в поселок Красное.

## Население
В 1910 году численность населения Вольфсдорфа составляла 153 человека, в 1933 году — 234 человека, в 1939 году — 230 человек.
| 2002 | 2010 |
| ---- | ---- |
| 44   | ↘35  |